# رافاييل لونجو
رافاييل لونجو (بالإيطالية: Raffaele Longo)‏ (6 سبتمبر 1977 في إيطاليا - ) هو لاعب كرة قدم إيطالي في مركز الوسط. شارك مع منتخب إيطاليا تحت 17 سنة لكرة القدم ومنتخب إيطاليا تحت 18 سنة لكرة القدم ومنتخب إيطاليا تحت 21 سنة لكرة القدم ومنتخب إيطاليا تحت 23 سنة لكرة القدم. أما مع النوادي، فقد لعب مع فيورنتينا ونادي بارما ونادي باليرمو ونادي بينيفينتو ونادي تورينو ونادي جنوى ونادي روما ونادي ساليرنيتانا ونادي فيتشينزا ونادي مودينا ونادي نابولي.

## وصلات خارجية
- رافاييل لونجو على موقع قاعدة بيانات كرة القدم.إي يو (الإنجليزية)
- رافاييل لونجو على موقع Soccerway.com (الإنجليزية)
- رافاييل لونجو على موقع عالم كرة القدم.نت (الإنجليزية)